# Mannstedt
Mannstedt est une ancienne commune allemande de l'arrondissement de Sömmerda, Land de Thuringe.

## Géographie
Mannstedt se situe à l'est du bassin de Thuringe.
| Olbersleben     | Rastenberg |             |
| Guthmannshausen | Mannstedt  | Hardisleben |
|                 | Buttstädt  |             |

## Histoire
Mannstedt est mentionné pour la première fois en 876 sous le nom de Mannesstat.
Pendant la Seconde Guerre mondiale, 20 à 30 prisonniers de guerre de France et de Serbie ainsi que des hommes et femmes de Pologne sont contraints à des travaux agricoles.

## Source de la traduction
- (de) Cet article est partiellement ou en totalité issu de l’article de Wikipédia en allemand intitulé « Mannstedt » (voir la liste des auteurs).